# Anna-Clara Tidholm
Anna Clara Beatrice Tidholm (Estocolmo, 7 de enero de 1946) es una escritora e ilustradora sueca. 
Creció en la isla de Djurgården en Estocolmo. Desde 1970, vive y trabaja en una granja de pequeños productores en Arbrå, Hälsingland. Anna Clara fue originalmente una escritora e ilustradora autodidacta. Sus imágenes han sido descritas como "suaves y estilizadas, casi ingenuas".
Tiene una muy extensa obra, ha sido traducida y ha ganado una gran cantidad de premios.

## Obra
- 1983 – Åke-boken (coescrito con Thomas Tidholm)
- 1984 – Spårlöst borta (coescrito con Ulf Nilsson)
- 1985 – Glöm inte jordnötterna (coescrito con Thomas Tidholm)
- 1985 – Kanin med nedhängande öron
- 1986 – Barnens svenska historia (coescrito con Sonja Hulth)
- 1987 – Arbete, arbetstider och tidsanvändning i tre svenska kommuner (coescrito con Ola Sabel)
- 1987 – Ett jobb för Jacko (coescrito con Thomas Tidholm)
- 1987 – Resan till Ugri La Brek (coescrito conThomas Tidholm)
- 1988 – Jims vinter (coescrito con Thomas Tidholm)
- 1988 – Ett fall för Nalle
- 1989 – Se upp för elefanterna (coescrito con Ulf Nilsson)
- 1989 – Balladen om Marjan och Rolf (coescrito con Thomas Tidholm)
- 1991 – Vill ha syster (coescrito con Thomas Tidholm)
- 1991 – Pojken och stjärnan (coescrito con Barbro Lindgren)
- 1992 – Sova över (coescrito con Siv Widerberg)
- 1992 – Knacka på Vartannat uppslag är det en bild på en dörr och på uppslaget efter får läsaren se vad som finns bakom den dörren.[2]
- 1993 – Förr i tiden i skogen (coescrito con Thomas Tidholm)
- 1993 – Allihop
- 1993 – Hitta på
- 1993 – Ut och gå
- 1994 – Kaspers alla dagar (coescrito con Thomas Tidholm)
- 1994 – Varför då?
- 1995 – De älskade film (coescrito con Thomas Tidholm)
- 1995 – Ture kokar soppa
- 1995 – Ture blåser bort
- 1996 – Lanas land (coescrito con Thomas Tidholm)
- 1996 – Ture skräpar ner
- 1997 – En svart hund (coescrito con Thomas Tidholm)
- 1997 – Ture sitter och tittar
- 1997 – Nalle hej
- 1997 – Ture blir blöt
- 1997 – Ture skottar snö
- 1997 – Flickornas historia (coescrito con Kristina Lindström)
- 1998 – Ture borstar tänderna
- 1998 – Ture får besök
- 1998 – Alla djuren
- 1999 – Se ut (coescrito con Lisa Berg Ortman)
- 1999 – Långa ben (coescrito con Thomas Tidholm)
- 1999 – Läsa bok
- 1999 – Apan fin
- 1999 – Kaninen som längtade hem (coescrito con Lilian Edvall)
- 2000 – Flickan som bara ville läsa (coescrito con Sonja Hulth)
- 2000 – Lilla grodan
- 2000 – Mera mat
- 2002 – Adjö, herr Muffin (coescrito con Ulf Nilsson)
- 2002 – Jolanta (coescrito con Thomas Tidholm)
- 2002 – Hela natten
- 2002 – Lite sjuk
- 2002 – Jag behöver lillbrorsan (coescrito con Solja Krapu)
- 2002 – Flickornas historia, Europa (coescrito con Kristina Lindström)
- 2003 – Pappan som försvann
- 2004 – Alla får åka med
- 2004 – Hanna, huset, hunden
- 2004 – Väck inte den björn som sover (coescrito con Per Gustavsson)
- 2005 – När vi fick Felix (coescrito con Thomas Tidholm)
- 2006 – En liten stund
- 2014 – Det var en gång en räv som sprang i mörkret (coescrito con Thomas Tidholm)
- 2015 – Min brorsa heter Noa[3]

## Premios y honores
- 1986, Placa Elsa Beskow  (por su obra completa).
- 1987, Expressen Heffalump.
- 1992, Premio Alemán de Literatura Juvenil (por El viaje de Ugri La Brek. Resan till Ugri La Brek).
- 1993, Columna de libros para niños Wettergren
- 1997, Premio Astrid Lindgren 1997
- 1998, Beca del escritor de campo 1998
- 2001, Premio de Literatura ABF 2001
- 2002, Premio Agosto (por Adiós, señor Muffin. Adjö, herr Muffin)
- 2002, Placa BMF
- 2002, Jurado del libro (categoría de 0 a 6).
- 2003, Placa Carl von Linné (por La historia de las niñas, Europa. Flickornas historia, Europa)